# Women of Zimbabwe Arise
Women of Zimbabwe Arise eller WOZA er en borgerbevægelse i Zimbabwe, som blev startet i 2003 af Jenni Williams med de følgende formål:
- At forsyne kvinder, uafhængigt af deres stilling, med en samlet stemme til at udtale sig om emner som påvirker deres dagligdag.
- At bemyndige kvindelige ledere til at lede et fælles engagement i at presse for løsninger på den nutidige krise.
- At opfordre kvinder til at forsvare sine rettigheder og friheder.
- At lave lobby og tale for de emner, som påvirker kvinder og deres familier.

WOZA støttes af Amnesty International.

## Etymologi
WOZA, som er en forkortelse for Women of Zimbabwe Arise, er et ord på det nordlige ndebelesprog som betyder »kom frem«.

## Præmier
I 2008, blev WOZA belønnet med Amnesty International Menschenrechtspreis (menneskerettighedspris) fra den tyske afdeling af Amnesty International.
Den 23. november 2009 modtog det fremstående WOZA-medlem Magodonga Mahlangu og grundlæggeren Jenni Williams Robert F. Kennedy Human Rights Award. Prisen blev præsenteret af USA's præsident Barack Obama med ordene: "Med hendes eksempel, har Magodonga vist kvinderne i WOZA og resten af Zimbabwes folk at de kan underminere deres undertrykkeres magtmed deres egen magt – at de kan undergrave en diktators magt med deres egen. Hendes mod har inspireret andre til at komme med deres." I det hun accepterede præmien citerede Magodonga Mahlangu Robert F. Kennedy, og sagde, "Fremtiden er ikke en gave: den er en bedrift. Hver generation hjælper med at skabe sin egen fremtid." I 2012, var Jenni Williams modtager af Ginetta Sagan-Præmien fra Amnesty International USA.

## Forsat undertrykkelse fra politiet
Jenni Williams, Magodonga Mahlangu og andre medlemmer af WOZA har været arresteret flere gange mellem årene 2008 og 2011. Den 12. februar 2011 samledes over tusind mænd og kvinder sig i en protest, som WOZA holdt i forbindelse med Valentinsdag. I de følgende uger blev flere af WOZA's medlemmer arresteret og angiveligt tortureret i Bulawayo. WOZA erklærer at politibetjente uden at komme med årsager har kontaktet WOZA's advokat for at forlange, at Williams og Mahlangu besøger politistationen. De to kvinder kom i fængsel og kom først ud mod kaution senere end de andre fanger der var taget efter samme protest.
Amnesty International har udtrykt bekymring for gruppens medlemmers sikkerhed og har kaldt WOZA en af 2011 "prioritetssager".

## MOZA
I august 2006 ved WOZAs nationale forsamling blev det beslutted at danne Men of Zimbabwe Arise (MOZA). Mænd, især unge, er »kommet frem« for at samles i denne ikke-voldelige kamp for et bedre Zimbabwe.